# Dieter Grabbe
Dieter Grabbe (* 1969) ist ein deutscher Gesundheits- und Fitnessexperte aus Haselünne im Emsland. Er lebt in Prien am Chiemsee. Als ausgebildeter Coach, der in verschiedenen Sportarten auf internationaler Ebene erfolgreich war, entwickelt er Bewegungskonzepte, die auf einer ganzheitlichen Philosophie beruhen. Seit 2002 ist Grabbe auch als Autor tätig und veröffentlichte bis heute 14 Fachbücher und Ratgeberbände, die seine Konzepte veranschaulichen.
Seit einigen Jahren organisiert Grabbe in Deutschland, Österreich und der Schweiz Seminare und Schulungen zu den Themen Bewegung, Fitness und Ernährung. Darüber hinaus nutzt er neue Medien, um seine Bewegungskonzepte zu vertreiben: 2005 erscheint eine DVD zu dem von ihm entwickelten „Ballooning“-Programm. 2006 veröffentlicht er sein erstes Hörbuch zum Thema „fit & vital jeden Tag“.
Seine Arbeit hat Grabbe zu einiger Medienpräsenz verholfen. Bei Pro Sieben, dem ZDF, N24 und Focus Gesundheit war er als TV-Coach tätig. Mit Bild am Sonntag veröffentlichte er eine 14-teilige Ratgeber-Serie zum Thema Wellness auf DVD. Der Videospielehersteller Nintendo engagierte Grabbe 2008 als Partner für „Wii Fit Plus“. Für die Hotel-Animation der Clubhotels von Thomas Cook/Neckermann entwickelte er ein eigenes Fitness-Programm.

## Bücher
- Grabbe, Dieter: Rücken-Quickies – Das Schnellprogramm: Dehnen–Mobilisieren–Kräftigen–Entspannen. blv-Verlag, 2008. ISBN 978-3-8354-0308-6.
- Grabbe, Dieter: Gute-Figur-Quickies: Die besten Übungen zum Abnehmen. blv-Verlag, 2008. ISBN 978-3-8354-0428-1.
- Grabbe, Dieter: Besser leben jeden Tag: Ener-Chi – Das sanfte Powertraining. südwest-Verlag, 2007. ISBN 978-3-517-08345-2.
- Grabbe, Dieter: Muskelquickies. blv-Verlag, 2007. ISBN 978-3-8354-0128-0.
- Grabbe, Dieter: Schlank, straff, sexy – Bauch, Beine, Po. Knaur-Verlag, 2006. ISBN 978-3-426-64310-5.
- Grabbe, Dieter: Schlank & Fit mit Dinner Cancelling. Das neue Ernährungskonzept. Goldmann, 2005. ISBN 978-3-442-16762-3.
- Grabbe, Dieter: Bodyforming. Knaur-Verlag, 2005. ISBN 978-3-426-64187-3.
- Grabbe, Dieter: Ballooning. Knaur-Verlag, 2005. ISBN 978-3-426-64186-6.
- Grabbe, Dieter: Pilates für Einsteiger. Knaur-Verlag, 2005. ISBN 978-3-426-64218-4.
- Grabbe, Dieter: Energy-Walking. Irisiana-Verlag, 2005. ISBN 978-3-7205-2420-9.
- Grabbe, Dieter: Easy Fitness – Das Schnellprogramm für Faule. urania-Verlag, 2004. ISBN 978-3-332-01571-3.
- Grabbe, Dieter: Fit durch den Winter. Irisiana-Verlag, 2003. ISBN 978-3-7205-2451-3.
- Grabbe, Dieter: Move & Relax. südwest-Verlag, 2003. ISBN 978-3-517-06574-8.
- Grabbe, Dieter: Stretching. südwest-Verlag, 2002. ISBN 978-3-517-06626-4

## Hörbücher
- Grabbe, Dieter: CD Wissen Coaching „fit & vital jeden Tag“. Audio Media Verlag, 2006. ISBN 978-3-939606-01-7.